# Епархия Амбуситры
Епархия Амбуситры (лат. Dioecesis Ambositrensis) — епархия Римско-Католической церкви с центром в городе Амбуситра, Мадагаскар. Епархия Амбуситры входит в митрополию Фианаранцуа.

## История
3 июня 1999 года Римский папа Иоанн Павел II выпустил буллу Cum ad aeternam, которой учредил епархию Амбуситры, выделив её из архиепархии Фианаранцуа.

## Ординарии епархии
- епископ Фюльжанс Рабемахафали (3 июня 1999 — 1 октября 2002) — назначен архиепископом Фианаранцуа;
- епископ Фиделис Ракотонариву (24 июня 2005 — настоящее время).

## Источник
- Annuario Pontificio, Ватикан, 2007
- Булла Cum ad aeternam  (лат.)